# Józef Babicki

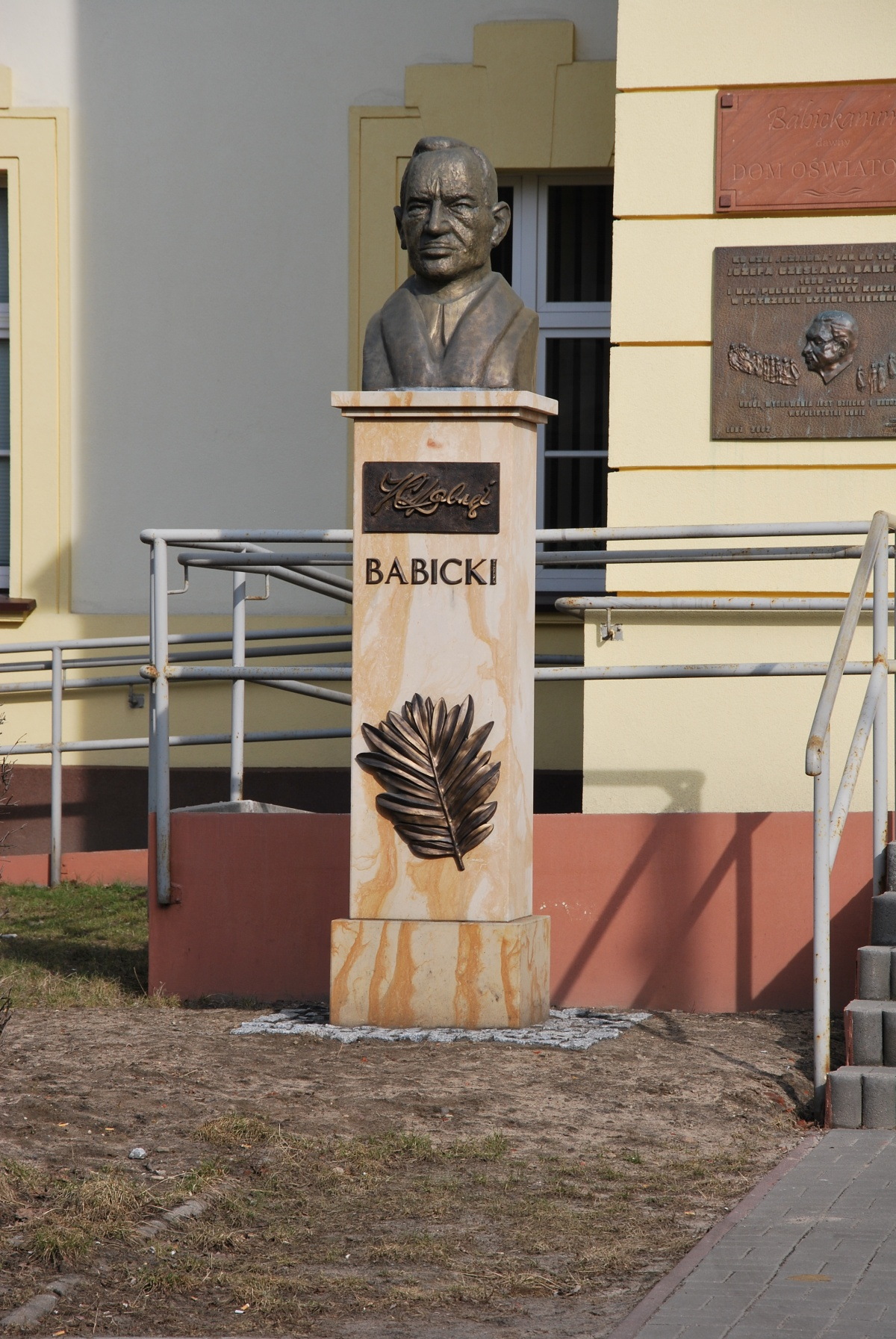
Popiersie Józefa Babickiego, Łódź ul. Przędzalniana

Józef Czesław Babicki (ur. 20 sierpnia 1880 w Michałowicach, zm. 22 listopada 1952 w Łodzi) – polski teoretyk i praktyk pedagogiki.

## Życiorys
Studiował najpierw na Politechnice Lwowskiej, a następnie na tamtejszym Uniwersytecie. Po studiach mieszkał i pracował w Łomży i Łowiczu. Następnie pracował w Pruszkowskim Kompleksie Placówek Wychowawczych (1919–1925). Potem rozpoczął pracę w Ministerstwie Pracy i Opieki Społecznej jako radca ministerialny. W 1926 założył związek zawodowy wychowawców. Po wojnie zamieszkał w Łodzi.

## Poglądy
Zajmował się problematyką wychowania zakładowego dzieci osieroconych, agresji wśród wychowanków oraz depresją anaklityczną.
Był zwolennikiem psychologii Alfreda Adlera i na niej starał się wzorować swoje metody wychowawcze. Opracował następujący system opiekuńczo-wychowawczy:
- wychowawca – miał posiadać co najmniej średnie wykształcenie i skończony pomyślnie kurs przygotowawczy. Sam Babicki zajmował się przygotowaniem i prowadzeniem takich kursów.
- grupa wychowanków – za idealną Babicki uważał grupę o liczbie dzieci 9–10. Uważał, że maksymalna liczba dzieci na jednego wychowawcę nie może przekraczać 20. Ponadto był przeciwnikiem zakładów poprawczych. Uważał, że dzieci wyjątkowo agresywne powinny być umieszczane w dużej grupie dzieci nie sprawiających problemów, tak aby przez naśladownictwo uczyły się właściwego zachowania.

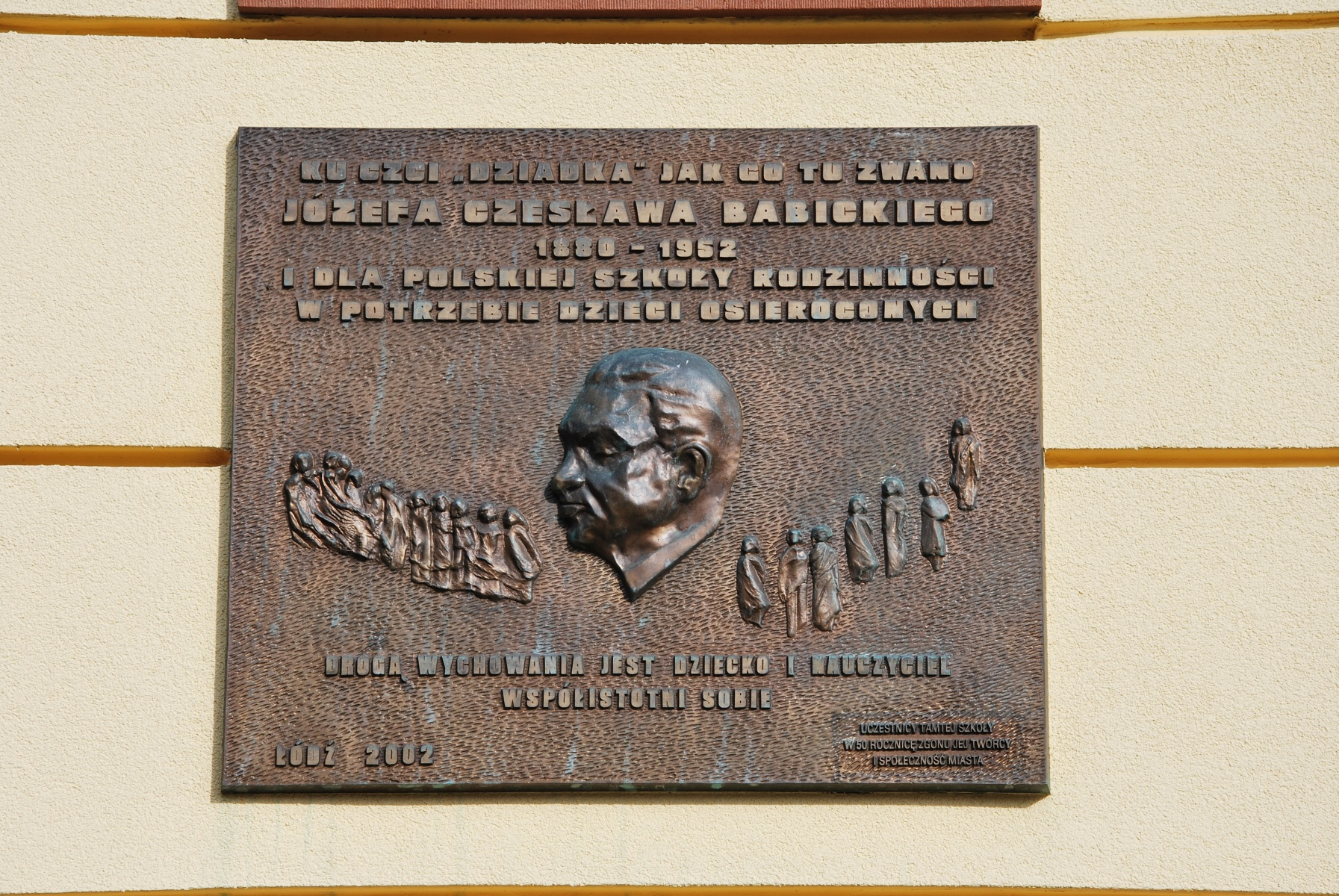
Tablica poświęcona Józefowi Babickiemu, Łódź ul. Przędzalniana

- związek wychowanków z lokalną społecznością – miał służyć temu, aby dzieci po wyjściu z zakładu poprawczego nie miały problemu z wejściem w społeczeństwo i znalezieniem pracy. Za bardzo ważną rzecz uważał Babicki kontakt wychowanka ze szkołą.
- prywatność dziecka – dziecko powinno posiadać przede wszystkim własne przybory szkolne. Dążył do tego, aby każde dziecko miało kasetkę, w której mogłoby schować coś wyłącznie swojego.
- samorząd dzieci – miał służyć jak najlepszej pracy w grupie. W tym miejscu i nie tylko poglądy Babickiego przypominały poglądy Janusza Korczaka.
- etap rozwojowy dziecka – Babicki dzielił rozwój psychiki dziecka na 4 etapy: etap nabywania wiedzy moralnej (do 6 roku życia), etap kształtowania samooceny (6–13 lat), etap kształtowania dobrej woli (13–16 lat) oraz etap kształtowania silnej woli (do 20 roku życia). Wychowawca powinien umieć rozróżnić etapy u poszczególnych wychowanków i dostosować swój sposób pracy z każdym dzieckiem do odpowiedniego etapu rozwojowego.
- rodzinkowy system opieki nad dziećmi - "rodzinka" składała się z 10–12 dzieci jednej płci. Na jej czele stało najstarsze dziecko nazywane "mateczką" lub "ojczulkiem". Dzieci w rodzince były zróżnicowane wiekowo, tak jak w prawdziwej rodzinie. Mieszkały razem w mieszkaniu i funkcjonowały samoistnie, zadaniem wychowawcy była ich kontrola. Służyło to rozwijaniu empatii, bliskości, ufności, a także wykształceniu spontaniczności. Mieszkanie było w pełni wyposażone i duże. Każde dziecko posiadało własne przybory szkolne i kasetkę, celem był uczenie dzieci prawa własności i prywatności. Babicki troszczył się o ubiór dzieci (dziecko decydowało co chce nosić, ubrania szyte były na miarę) i zróżnicowane posiłki.
- samorządność młodzieży i demokratyczny styl wychowania - rodzinki były kontrolowane, ale w małym stopniu, ponieważ celem Babickiego było ponoszenie przez dzieci konsekwencji złych wyborów. Każde dziecko w rodzince - nawet najmłodsze - miało prawo głosu.
- odrzucenie koedukacji - w rodzinkach były dzieci jednej płci, ponieważ Babicki obawiał się o potrzeby seksualne młodzieży, przez co często rozdzielał rodzeństwa. Był niejednokrotnie za to krytykowany.

## Ordery i odznaczenia
- Złoty Krzyż Zasługi (9 listopada 1931)[1]

## Ważniejsze dzieła Babickiego
- Wychowanie dziecka opuszczonego w placówkach opiekuńczo-wychowawczych (1929)
- Jestem opiekunem (1935)